# Reggie Slater
Pour les articles homonymes, voir Slater.
Reggie Slater, né le 27 août 1970 à Houston au Texas, est un ancien joueur américain de basket-ball. Il évolue durant sa carrière au poste d'ailier fort. 

## Vie personnelle
Slater est le père du joueur de football américain Rashawn Slater.

## Palmarès
- All-CBA First Team 1997